# 牛仔裙

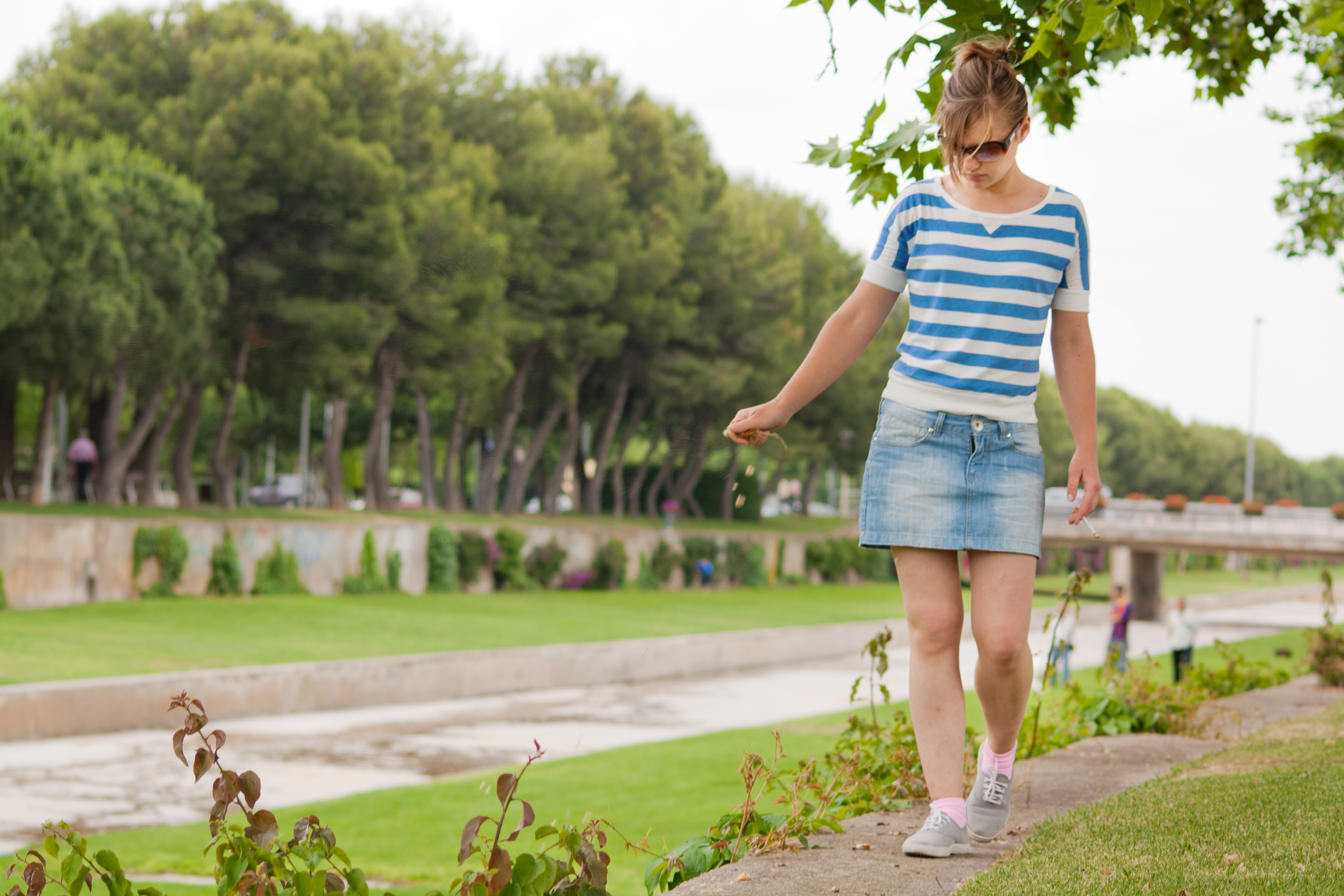
穿著牛仔迷你裙的少女

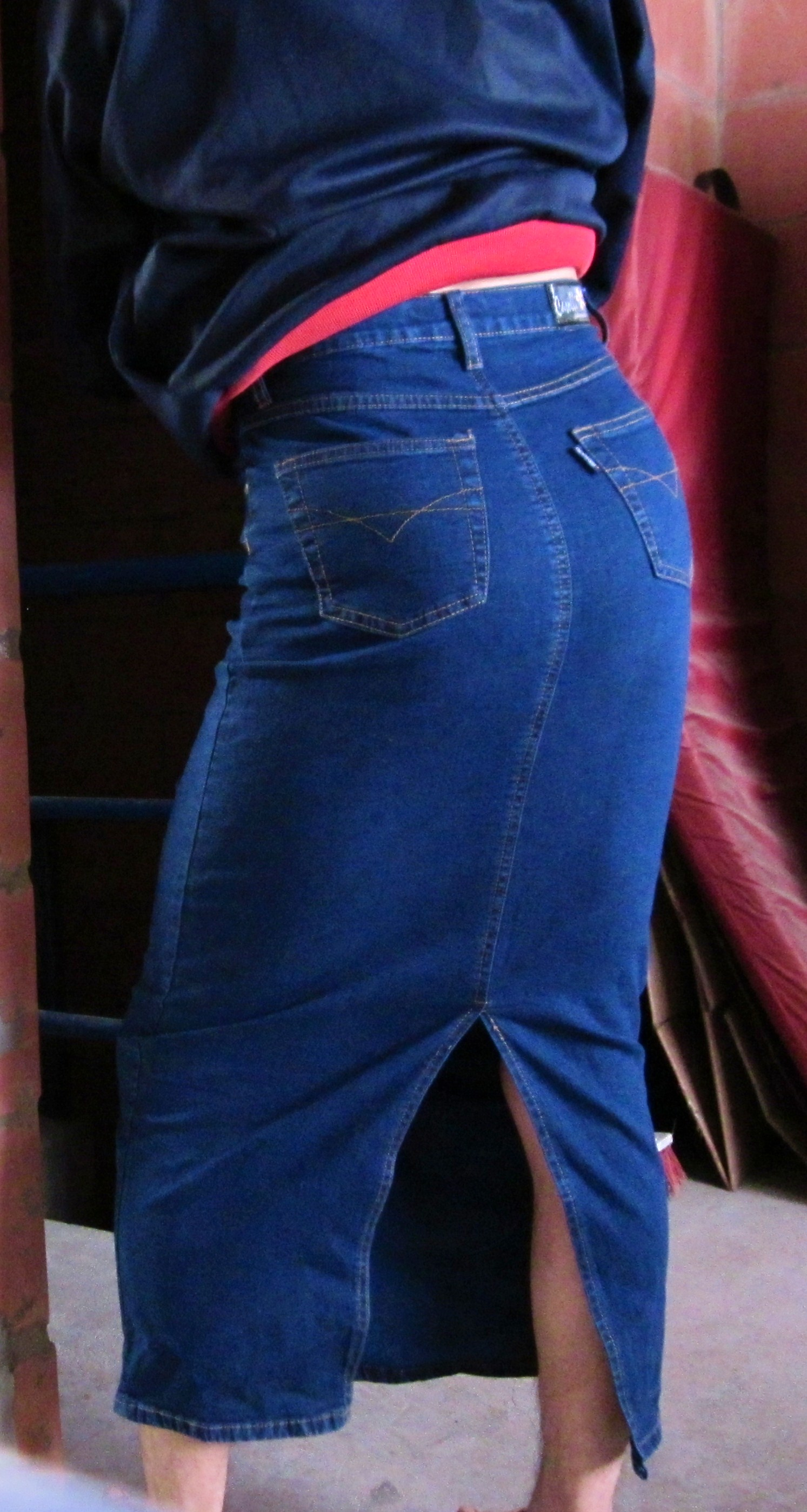
牛仔長裙的背面

牛仔裙（denim skirt, jean skirt），是指用牛仔布製成的裙子，材質和牛仔褲相同。牛仔裙有不同的長度及款式，可以依人們的喜好，在不同場合穿著。例如有些宗教或是宗派不允許女性穿著褲子（例如猶太教正統派、有些穆斯林、基督教的門諾會及五旬節運動等），女性會用牛仔長裙代替長褲。另外，牛仔材質的迷你裙一般會是青少年的穿著。
有些牛仔裙的款式類似牛仔褲，在有前面的褲扣、皮帶環和後面的口袋。有些牛仔裙則類似裙子，在前方有排扣，拉鏈在側面或後方,或是在腰部有彈力的布料。牛仔裙和牛仔褲類似，有許多不同層次的藍色，偶爾也會有其他的顏色。若是在秋季或冬季，穿牛仔裙時，裡面可能會穿緊身褲或连裤袜。

## 歷史
嬉皮在1990年代開始將舊的牛仔褲改成牛仔裙，作法是將褲子內側的縫線打開，在褲子的前面及後面加上三角形的牛仔布或其他布料（不過也有可能在後面留較長的開口）。
牛仔裙最早是在1970年代進入主流時尚中，漸漸受到大眾喜愛。自1983年起，外觀類似鉛筆裙的牛仔迷你裙成為青少年的流行服飾。一開始流行的是較深的藍色，後來則是細條紋（深藍色配淺藍色、紅色配黑色）以及酸洗。1980年代末期開始流行knit迷你裙，牛仔裙的流行就退潮了。
牛仔裙在1990年代後期又重新流行。Marnie Bjornson是Reykjavik時尚的知名人士，她在1996年重新讓牛仔裙流行。潘蜜拉·安德森在同一年，穿了淺色水洗牛仔裙為《越空追擊》電影拍攝宣傳照。21世紀初的牛仔迷你裙比1980年的要短。
在2000年代末到2010年代初期，流行將短牛仔裙搭配七分長打底褲和平底芭蕾舞鞋，有時會配合襪子，或是襪子及運動鞋，或是Sperry 帆船鞋。

## 外部連結
- 1984 video game flyer （页面存档备份，存于） showing a woman wearing a denim skirt